# Dave Dee, Dozy, Beaky, Mick & Tich
Dave Dee, Dozy, Beaky, Mick & Tich (abreviado como DDDBMT) fue un conjunto de Beat rock inglés de la década de 1960, originario de Wiltshire.
Los miembros del quinteto eran:
- Dave Dee † (David John Harman, 17 de diciembre de 1941, Salisbury, Wiltshire; 9 de enero de 2009; Kingston upon Thames, Surrey) – voz.
- Dozy † (Trevor Leonard Ward-Davies, 27 de noviembre de 1944, Enford, Wiltshire; 13 de enero de 2015)  – bajo.
- Beaky (John Dymond, 10 de julio de 1944, Salisbury, Wiltshire) – guitarra rítmica.
- Mick (Michael Wilson, 4 de marzo de 1944, Salisbury, Wiltshire) – batería.
- Tich † (Ian Frederick Stephen Amey, 15 de mayo de 1944, Enford, Wiltshire; 15 de febrero de 2024) – guitarra líder.

En septiembre de 1969 el cantante Dave Dee abandonó el grupo, lo cual dio por terminada la carrera de la banda propiamente dicha, aunque los cuatro miembros restantes siguieron editando algunos sencillos bajo el nombre de Dozy, Beaky, Mick & Tich (DBM&T) hasta 1972, cuando finalmente se disolvieron.

## Discografía
Álbum:
- Dave Dee, Dozy, Beaky, Mick & Tich (1966)
- If Music Be the Food of Love... Then Prepare for Indigestion (1966)
- What's in a Name (1967)
- If No One Sang (1968)
- DDDBM&T (1969)
- Together (1969)
- Attention (1971)